# Rijkswet goedkeuring en bekendmaking verdragen
De Rijkswet goedkeuring en bekendmaking verdragen is een rijkswet van het Koninkrijk der Nederlanden. De wet regelt de wijze waarop internationale verdragen waarbij het Koninkrijk der Nederlanden partij is worden goedgekeurd en bekendgemaakt. 

## Naam en inwerkingtreding
Officieel luidt de naam van de wet: Rijkswet van 7 juli 1994, houdende regeling betreffende de goedkeuring en bekendmaking van verdragen en de bekendmaking van besluiten van volkerenrechtelijke organisaties. Zij trad in werking op 20 augustus 1994. Artikel 23 bepaalt:
- Deze wet kan worden aangehaald als: Rijkswet goedkeuring en bekendmaking verdragen.

## Grondslagen
De Rijkswet goedkeuring en bekendmaking voorziet in een opdracht die gegeven wordt in de artikel 91 en 95 van de Nederlandse grondwet en artikelen 3 en 4 van het Statuut voor het Koninkrijk der Nederlanden. 
 Artikel 91 van de Nederlandse Grondwet bepaalt dat de wet dient te bepalen op welke wijze al dan niet goedkeuring dient te worden verleend aan internationale verdragen. Artikel 95 bepaalt bovendien dat de wijze van bekendmaking bij wet moet worden geregeld. Daarnaast bepaalt artikel 4 van het Statuut voor het Koninkrijk der Nederlanden dat indien aangelegenheden van het Koninkrijk, waaronder volgens artikel 3 van het Statuut de buitenlandse betrekkingen vallen, om een wettelijke regeling vragen, dit bij rijkswet moet worden geregeld. 

## Goedkeuring
De regering legt verdragen ter goedkeuring voor aan de Staten-Generaal. De goedkeuring van verdragen kan uitdrukkelijk of stilzwijgend worden verleend. Wanneer niet binnen dertig dagen na overlegging van een verdrag aan de Staten-Generaal door ten minste een vijfde van het grondwettelijk aantal leden van een van de Kamers de wens te kennen wordt gegeven het verdrag uitdrukkelijk goed te keuren, is de goedkeuring stilzwijgend verleend. De uitdrukkelijke goedkeuring wordt verleend bij wet, wat inhoudt dat er een goedkeuringswet wordt opgesteld die door beide Kamers moet worden aangenomen. Bij een verdrag dat bepalingen bevat die afwijken van de Grondwet of daartoe noodzaken, moet de goedkeuring altijd uitdrukkelijk worden verleend en wel met een tweederdemeerderheid in de Tweede en Eerst Kamer. Goedkeuring door de Staten-Generaal is niet altijd vereist. Zo is er geen goedkeuring nodig als het verdrag het Koninkrijk geen belangrijke geldelijke verplichtingen oplegt en voor niet langer dan een jaar is gesloten. Tevens is er geen goedkeuring nodig als het belang van het Koninkrijk het noodzakelijk maakt dat het verdrag een geheim of vertrouwelijk karakter draagt. Wel worden zulke verdragen, mits het belang van het Koninkrijk zich daar niet tegen verzet, onder voorwaarde van geheimhouding ter kennis gebracht aan de Staten-Generaal. In het algemeen zijn organen van Aruba, Curaçao of Sint Maarten alleen betrokken, indien het verdragen betreft die hen raken.

## Bekendmaking
Artikel 16 luidt:
- Bekendmaking van verdragen en van besluiten van volkerenrechtelijke organisaties geschiedt in het Tractatenblad van het Koninkrijk der Nederlanden.